# 새뮤얼 콜트 (포르노 배우)

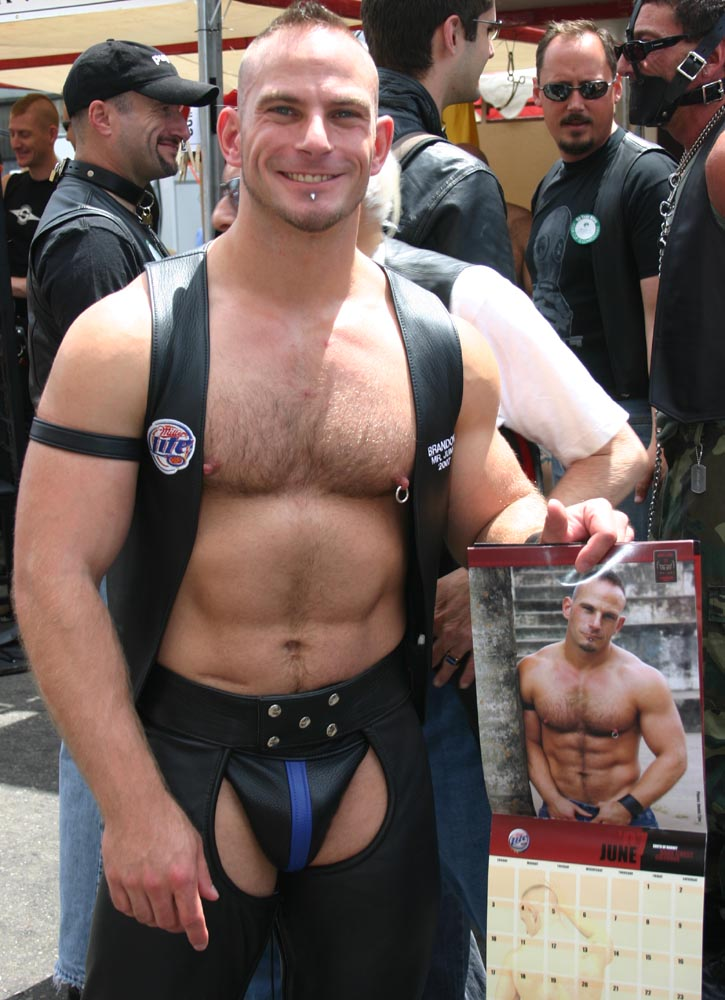
새뮤얼 콜트

새뮤얼 콜트(Samuel Colt, 1973년 12월 6일 ~ )는 미국의 포르노 배우이다. 주로 게이 포르노에 등장한다.